# Heinrich Sträter
Heinrich Sträter (* 22. November 1891 in Soest; † 11. April 1968 in Dortmund) war ein deutscher Gewerkschaftsfunktionär und Politiker der SPD. Er war von 1947 bis 1954 Mitglied des Landtages von Nordrhein-Westfalen, von 1953 bis 1961 Mitglied des Deutschen Bundestages und von 1958 bis 1961 Mitglied des Europäischen Parlaments.

## Leben
Sträter besuchte die Volksschule und absolvierte im Anschluss eine Lehre als Maschinenschlosser. Er arbeitete bis 1913 als Lokomotivheizer und danach bis 1930 als Lokomotivführer bei der Phoenix AG für Bergbau und Hüttenbetrieb in Hörde. 1920 wurde er Betriebsrat und von 1926 bis 1930 war er Vorsitzender des Phoenix-Betriebsrates. Von 1930 bis 1933 fungierte er als Gewerkschaftssekretär und Geschäftsführer des Deutschen Metallarbeiterverbandes in Dortmund-Hörde.
Sträter trat 1919 in die SPD ein. Er war von 1924 bis 1929 Mitglied der Gemeindevertretung von Berghofen und nach der Eingemeindung von 1929 bis 1933 unbesoldeter Stadtrat in Dortmund. Nach der Machtübernahme der Nationalsozialisten verlor er alle politischen Ämter und gewerkschaftlichen Funktionen. Danach verdiente er seinen Lebensunterhalt als Brotverkäufer.
Nach dem Zweiten Weltkrieg widmete sich Sträter dem Aufbau der Gewerkschaften in Dortmund und Umgebung. Er übernahm die Geschäftsführung der Ortsverwaltung der Dortmunder IG Metall, wurde Vorsitzender des DGB-Ortsausschusses Dortmund und stieg zum führenden Gewerkschaftsfunktionär auf. Von 1948 bis 1949 war er ehrenamtliches und von 1950 bis 1958 geschäftsführendes Vorstandsmitglied des IGM-Bundesvorstandes.
Seine politische Laufbahn setzte Sträter bereits kurz vor dem Kriegsende fort; am 14. April 1945 sorgte er, nach dem Einmarsch der Amerikaner, mit weiteren alten Parteimitgliedern für die Wiedergründung der SPD in Dortmund. Ab 1946 war er Mitglied des Stadtrates von Dortmund. Sträter war vom 20. April 1947 bis zum 14. Januar 1954 Mitglied im Landtag von Nordrhein-Westfalen. Er gehörte dem Deutschen Bundestag von 1953 bis 1961 an und wurde stets im Wahlkreis 113 (Ennepe-Ruhr – Witten) direkt gewählt. Im Bundestag war er von 1953 bis 1957 Mitglied des Ausschusses für gewerblichen Rechtsschutz und Urheberrecht sowie des Ausschusses für Wiederaufbau und Wohnungswesen, von 1957 bis 1958 des Ausschusses für Arbeit und von 1957 bis 1961 des Ausschusses für Wohnungswesen, Bau- und Bodenrecht. Vom 27. Februar 1958 bis zum 29. November 1961 war er auch Mitglied des Europaparlaments.
Außerdem war Sträter Mitglied des Aufsichtsrates der Konsumgenossenschaft Dortmund-Hamm, Vorsitzender des Aufsichtsrates der Gemeinnützigen Wohnstätten-Genossenschaft Dortmund-Süd und stellvertretender Vorsitzender des Verbandes der Westfälisch-Lippischen Gemeinnützigen Wohnungsunternehmungen. Ferner erhielt er Anfang 1946 mit Paul Sattler und Fritz Henßler die Lizenz für die Westfälische Rundschau, die erstmals am 20. März 1946 erschien.

## Ehrungen
Nach Sträter ist die Heinrich-Sträter-Straße in Dortmund-Lücklemberg benannt.